# Großgmain
Großgmain är en kommun i distriktet Salzburg-Umgebung i förbundslandet Salzburg i Österrike. Kommunen har 2 691 invånare (2024) och gränsar i söder och väster till Bayern i Tyskland.

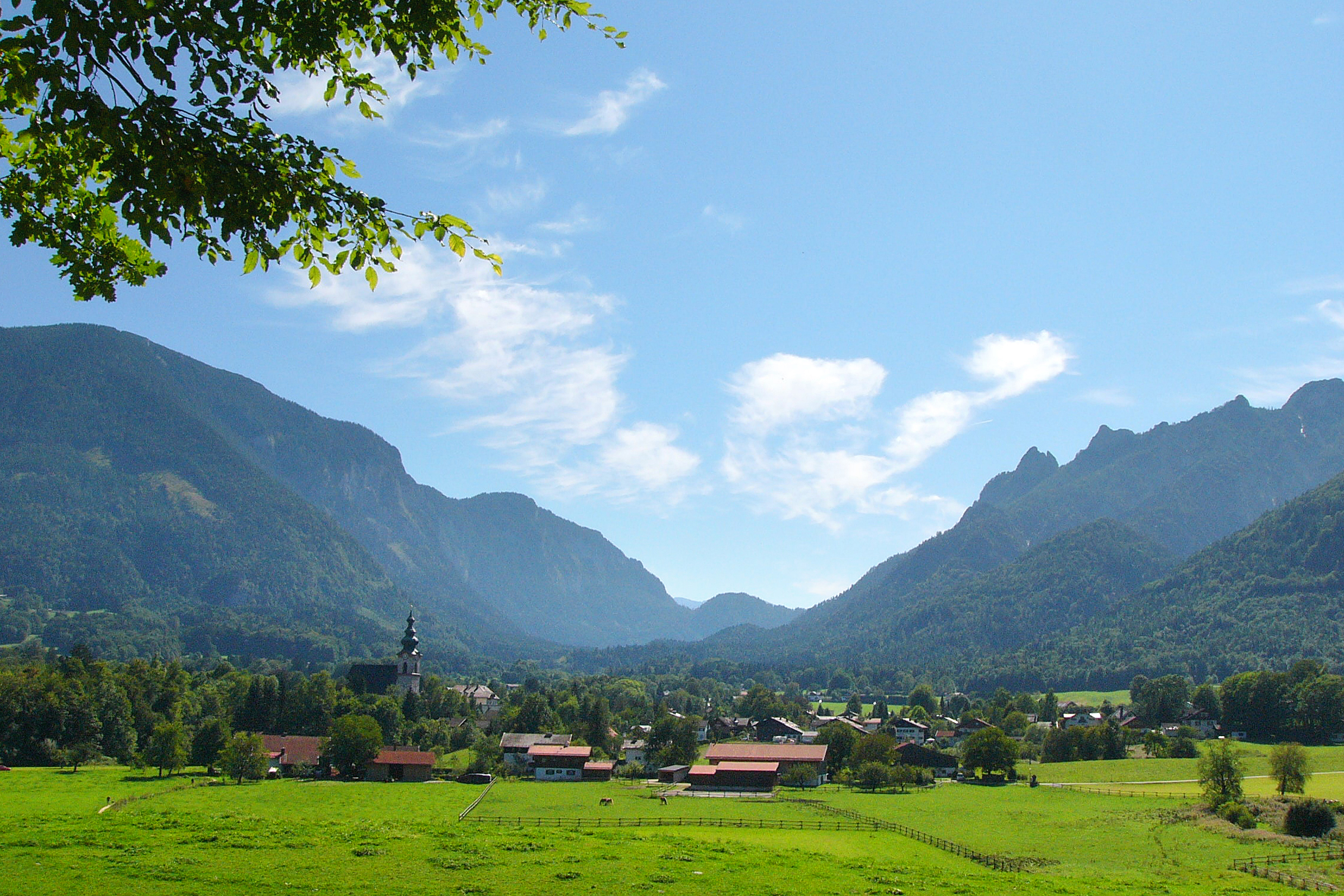
Großgmain.